# La Guéguerre des étoiles
Pour plus de détails, voir Fiche technique et Distribution.
La Guéguerre des étoiles (Hare-Way to the Stars)  est un court métrage d'animation américain de la série Looney Tunes réalisé par  Chuck Jones et sorti en 1958, avec Bugs Bunny et Marvin le martien.

## Synopsis
Une rampe de lancement de fusée se trouve exactement au-dessus du terrier de Bugs Bunny. Notre lapin se réveille d'une nuit difficile. Il ne se rend pas compte qu'en sortant de chez lui, il rentre dans la fusée par la tuyère. La fusée quitte la Terre avec le lapin à bord. Bugs émerge enfin du sommet de la fusée, se rend compte qu'il est loin dans l'espace. Il se retrouve accroché au spoutnik avec lequel il atterrit dans une sorte de gigantesque station spatiale. Il découvre l'extraterrestre Marvin se déplaçant vers un étrange (et très gros) télescope orienté sur la Terre, et qui se révèle être un canon dont le but est de détruire cette planète qui lui cache la vue de Vénus. Il loge à la base du « canon-télescope » une pièce décisive, qui est en fait un tout petit bâton de dynamite. Bugs éteint le bâton avant qu'il n'explose, puis le vole. Marvin envoie ses « troupes » à la poursuite de Bugs, troupes formées de martiens à corps de poulet vert. Il les crée à partir d'un distributeur automatique doté d'une capacité de 10 000 martiens « instantanés », déshydratés dans leur bocal. Marvin les fait revenir à leur taille normale en les arrosant avec de l'eau comme avec des graines. 
Trois des poulets martiens recherchent le lapin dans la station. Bugs fait la course avec l'un d'eux, lui et l'autre montés sur des « patinettes volantes », course lors de laquelle Bugs défie son ennemi. C'est l'occasion pour Bugs de le tromper par la technique du miroir, où le poulet l'imite dans ses postures arrogantes, jusqu'à ce que Bugs échappe de la route en partant d'un côté et que le poulet fasse de même de l'autre côté, en miroir. En réalité, seule la patinette de Bugs a démarré ; le martien se retrouve en suspension dans l'espace avant de chuter (étrangement, à la même vitesse que s'il était tout proche de la Terre). Bugs, resté sur la route, croit être débarrassé des martiens, mais se retrouve à nouveau poursuivi par trois autres spécimens. Bugs Bunny court et va d'ascenseur en ascenseur, il réussit enfin à les faire tomber en ouvrant une porte « horizontale » dans le sol. Bugs arrive à se sauver à bord d'une soucoupe volante. Il échange au passage le bocal de martiens déshydratés avec le bâton de dynamite qu'il a allumé, juste au moment où Marvin revient pour augmenter ses troupes. La station est détruite par l'explosion. Bugs retourne sur Terre, mais atterrit en catastrophe et laisse échapper le contenu du bocal dans les égouts, par une ouverture. Bugs s'enfuit pendant que la terre craque et se lézarde sous la pression des martiens en train de reprendre leur taille.

## Fiche technique
- Titre original : Hare-Way to the Stars
- Titre français : La Guéguerre des étoiles
- Réalisation : Chuck Jones
- Scénario : Michael Maltese
- Animation : Richard Thompson, Abe Levitow, Ken Harris
- Cadrage : Maurice Noble
- Décors : Philip De Guard
- Effets spéciaux : Harry Love
- Montage : Treg Brown
- Musique : Milt Franklyn
- Production : John W. Burton (non crédité)
- Société de production : Warner Bros. Cartoons
- Société de distribution :  Warner Bros. Pictures
- Pays d’origine :  États-Unis
- Langue : anglais
- Format : couleur (Technicolor) - 35 mm - 1,37:1 - son mono
- Durée : 7 min.
- Dates de sortie :
  - États-Unis : 1958

## Distribution

### Voix originales
- Mel Blanc : Bugs / Marvin

### Voix françaises
- Gérard Surugue : Bugs (redoublage)
- Jean-Loup Horwitz : Marvin (redoublage)